# Phaneresthes
Phaneresthes är ett släkte av skalbaggar. Phaneresthes ingår i familjen Cetoniidae.
Kladogram enligt Catalogue of Life:
| Phaneresthes | \| \| Phaneresthes flavosignata \| \| \| \| \| \| Phaneresthes flavovariegata \| \| \| \| \| \| Phaneresthes meunieri \| \| \| \| |
|              | \| \| Phaneresthes flavosignata \| \| \| \| \| \| Phaneresthes flavovariegata \| \| \| \| \| \| Phaneresthes meunieri \| \| \| \| |
|              | Phaneresthes flavosignata |
|              | |
|              | Phaneresthes flavovariegata |
|              | |
|              | Phaneresthes meunieri |
|              | |